# Cosa ti farei/Dietro lo specchio
Cosa ti farei/Dietro lo specchio è un 45 giri di Fiordaliso pubblicato dalla Emi Italiana nel 1990. È l'unico 45 giri estratto dall'album La vita si balla.

## Cosa ti farei
Cosa ti farei fu composto da Mauro Paoluzzi su testo di Franco Ciani, fu presentato in anteprima ad Europa Europa e poi partecipò a Un disco per l'estate al Cantagiro e al Festivalbar.
Il brano è il primo lavoro di Fiordaliso con Franco Ciani dopo il biennio con Toto Cutugno, riscosse un buon successo, raggiungendo il picco massimo della undicesima posizione dei singoli più venduti. Venne pubblicato in seguito anche in versione in lingua spagnola con il titolo Como te amarè.

## Dietro lo specchio
Dietro lo specchio è il brano presente nel lato b del disco, scritto da Fabrizio Berlincioni per il testo e da Franco Fasano per la musica; è stato inserito anch'esso nell'album La vita si balla.

## Tracce
1. Cosa ti farei - 4:33
2. Dietro lo specchio - 3:58